# Savanna (Oklahoma)
Savanna es un pueblo ubicado en el condado de Pittsburg en el estado estadounidense de Oklahoma. En el año 2010 tenía una población de 686 habitantes y una densidad poblacional de 185,41 personas por km².

## Geografía
Savanna se encuentra ubicado en las coordenadas 34°50′0″N 95°50′20″O / 34.83333, -95.83889 (34.833229, -95.838768).

## Demografía
Según la Oficina del Censo en 2000 los ingresos medios por hogar en la localidad eran de $28,015 y los ingresos medios por familia eran $35,139. Los hombres tenían unos ingresos medios de $25,568 frente a los $21,042 para las mujeres. La renta per cápita para la localidad era de $13,575. Alrededor del 14.9% de la población estaban por debajo del umbral de pobreza.